# اهرام مصر
| U23 | G17 · r | O24 |

| U23 | G17 · r | O24 |

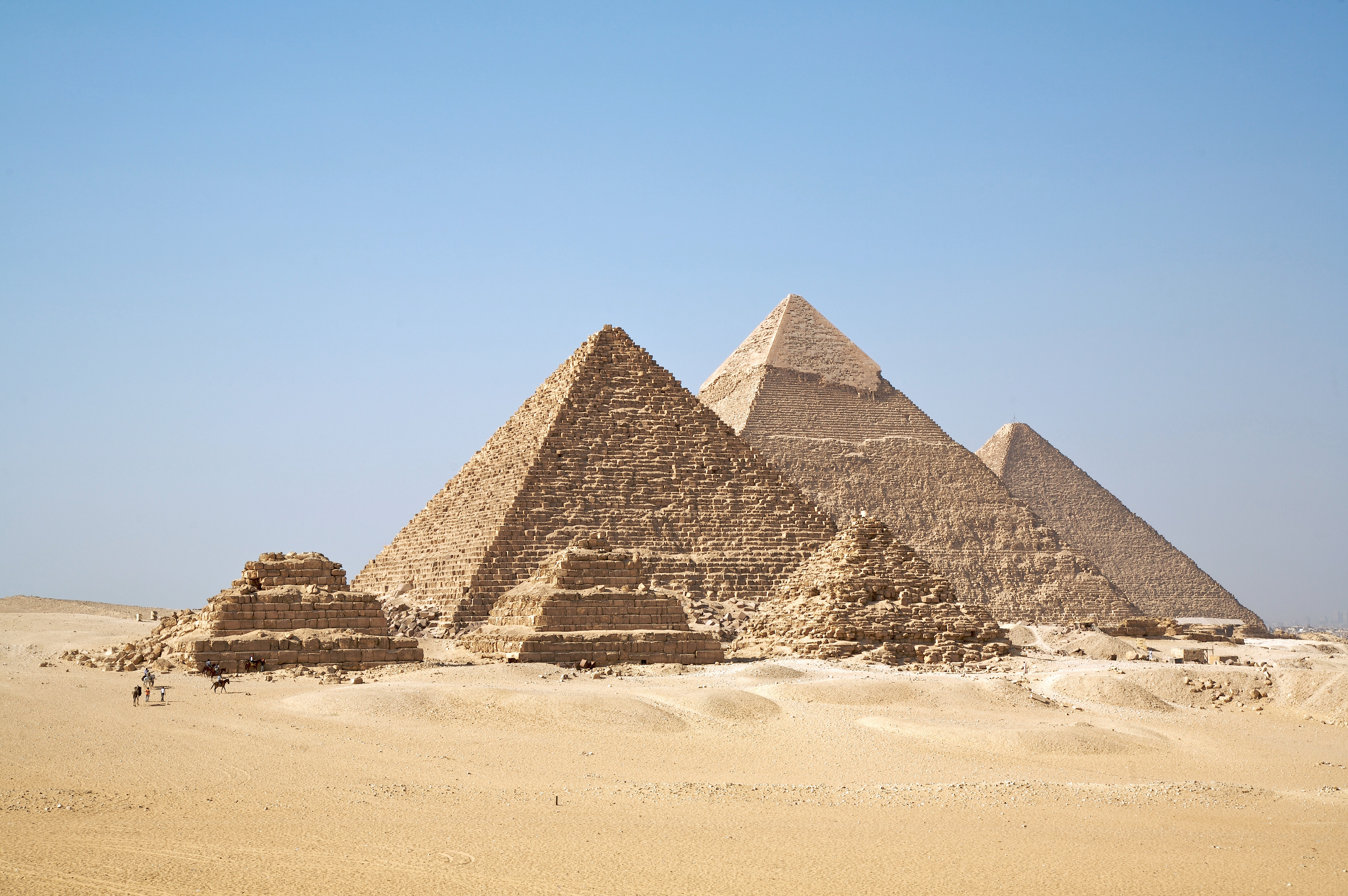
نمای هوایی مجموعه اهرام جیزه در سال ۲۰۰۸

هرم‌های مصری از مهم‌ترین و باشکوه‌ترین سازه‌های بر جای مانده از تمدن مصر باستان هستند که نمادهای این تمدن نیز به‌شمار می‌روند. تا سال ۲۰۰۸، ۱۱۸ هرم در مصر شناخته شده بودند که بیشتر آن‌ها آرامگاه فراعنه و شهبانوهای آنها در دوره‌های دودمانی کهن و میانه هستند.
نخستین هرم‌های ساخته شده در مصر در سقاره، شمال غربی ممفیس قرار دارند. قدیمی‌ترین این هرم‌ها هرم جوسر مربوط به شاه جوسر از دودمان سوم است. هرم و مجموعه آرامگاه کنار آن توسط وزیر دانشمند جوسر، ایمهوتپ طراحی و ساخته شدند و قدیمی‌ترین سازه‌های ساخته شده توسط بشر از سنگ‌تراش‌خورده به‌شمار می‌روند.
نامدارترین هرم‌های مصری مجموعه اهرام جیزه هستند که در منطقه جیزه در حومه قاهره قرار دارند و از بزرگ‌ترین سازه‌های ساخته شده در تاریخ بشر به‌شمار می‌روند. این هرم‌های سه‌گانه تنها بناهای بازمانده از میان هفت عجایب هفت‌گانه هستند که هنوز بر جای مانده‌اند.
اهرام مصر با نیروی کار بردگان ساخته نشده‌اند. شواهد باستان‌شناسی نشان می‌دهد که کارگران متفاوت شامل کارگران حرفه‌ای و کشاورزان فقیر در خارج از فصل کشاورزی در ساخت اهرام کار می‌کردند. این نظریه که از بردگان استفاده می‌شده‌است از نوشته‌های هرودوت مورخ یونان باستان سرچشمه گرفته‌است، و این ایده که بردگان اسرائیلی به‌طور خاص استفاده می‌شدند قرن‌ها پس از ساخت اهرام به وجود آمد.

## تعداد و مکان هرم‌ها
در سال ۱۸۴۲ کارل ریچارد لپسیوس نخستین فهرست از هرم‌های موجود در مصر را تهیه کرد که به فهرست هرم‌های لپسیوس شناخته می‌شود. در این فهرست ۶۷ هرم شمرده شدند. با این حال نه تنها از آن هنگام تاکنون تعداد بیشتری هرم در این کشور پیدا شده‌اند بلکه چندین سازه‌ای که لپسیوس زیر عنوان هرم طبقه‌بندی کرده بود امروزه دیگر به عنوان «هرم» شناخته نمی‌شوند. تا نوامبر سال ۲۰۰۸، تعداد ۱۱۸ هرم در مصر شناسایی شدند.
همهٔ هرم‌های مصر، جز هرم کوچکی مربوط به دودمان سوم که در زاویة المیتین قرار دارد، در سوی غربی رود نیل واقع شده‌اند. اغلب چندین هرم در یک منطقه ساخته می‌شدند. مهم‌ترین این مناطق در زیر فهرست شده‌اند:

### ابو رواش

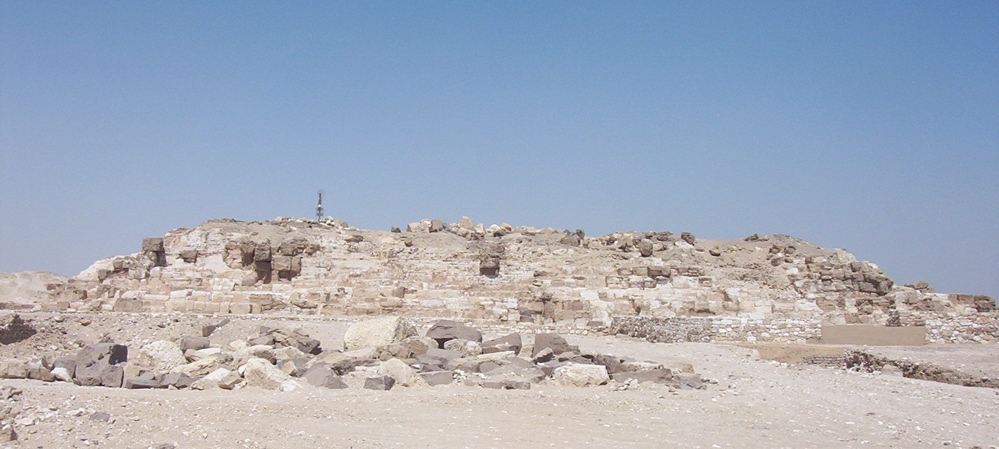
ویرانه‌های هرم جدف‌رع در ابو رواش

ابو رواش مکان شمالی‌ترین هرم مصر یعنی هرم جدفرع پسر و جانشین خوفو است. در گذشته گمان بر این می‌رفت که این هرم هیچ‌گاه کامل نشده بود. با این حال امروزه باور بر این است که نه تنها هرم کامل ساخته شده بوده که به بزرگیهرم منکورع بوده است. از این رو این هرم را می‌توان یکی از بزرگ‌ترین هرم‌های ساخته شده در تاریخ مصر دانست.

### جیزه

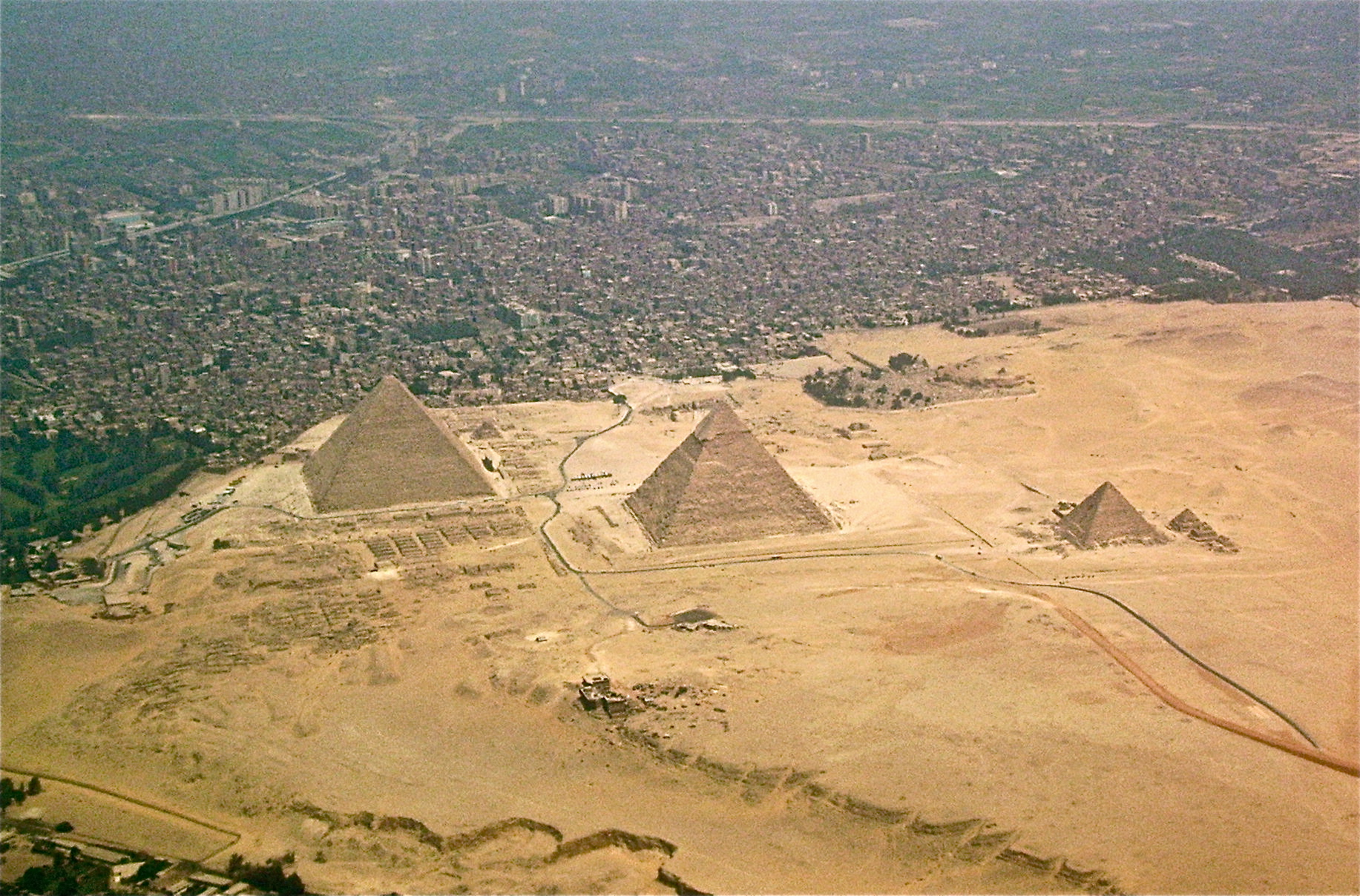
نمای مجموعه اهرام جیزه از بالا. از چپ به راست هرم‌های خوفو، خفرع، منکورع، و هرم‌های جانبی شهبانویان

جیزه مکان سه هرم نامدار هرم خوفو، هرم خفرع، هرم منکورع مصر باستان است. هرم خوفو بزرگ‌ترین هرم این مجموعه است و پس از آن هرم خفرع، پسر و جانشین دوم خوفو و پدر منکورع قرار دارد. کوچک‌ترین نیز هرم منکورع، نوه خوفو، است. از این رو این سه هرم بزرگ متعلق به سه نسل از خاندان خوفو هستند. در کنار این هرم‌ها اما شماری هرم کوچکتر جانبی برای به خاکسپاری شهبانویان و نیز ابوالهول بزرگ برای نگهبانی از بناها ساخته شده‌اند.
از میان سه هرم یاد شده، تنها هرم خفرع بخشی از روبنای سنگ آهکی خود را حفظ کرده که در بالا و قله هرم قرار دارد. با آنکه این هرم به دلیل قرار گرفتن در موقعیتی بالاتر و شیب بیشتری نسبت به هرم خوفو قرار گرفته، از هرم خوفو بزرگتر به نظر می‌رسد، در واقعیت هم از لحاظ حجم و هم ارتفاع از آن کوچکتر است.
گورستان جیزه از دیرباز یکی از مهم‌ترین مکان‌های گردشگری در مصر بوده و از سوی انتیپاتر صیدایی به عنوان یکی از هفت عجایب جهان باستان فهرست شده است.

### زاویة العریان
این منطقه که در میانه راه جیزه به ابو صیر قرار دارد، در بر گیرنده دو هرم ناتمام پادشاهی میان است. گمان می‌رود که سازنده سازهٔ شمالی فرعون سع‌نخت باشد. سازه جنوبی منتسب به خع‌با، فرعون دودمان سوم و جانشین سخم‌خت است. مدت کوتاه چهارسالهٔ فرمانروایی خبا می‌تواند دلیلی بر چرایی کوتاه ماندن هرم پله‌ای او باشد. امروزه این هرم نزدیک ۲۰ متر ارتفاع دارد و گمان می‌رود که اگر کامل می‌شد ارتفاعی برابر ۴۰ متر پیدا می‌کرد.

### ابو صیر

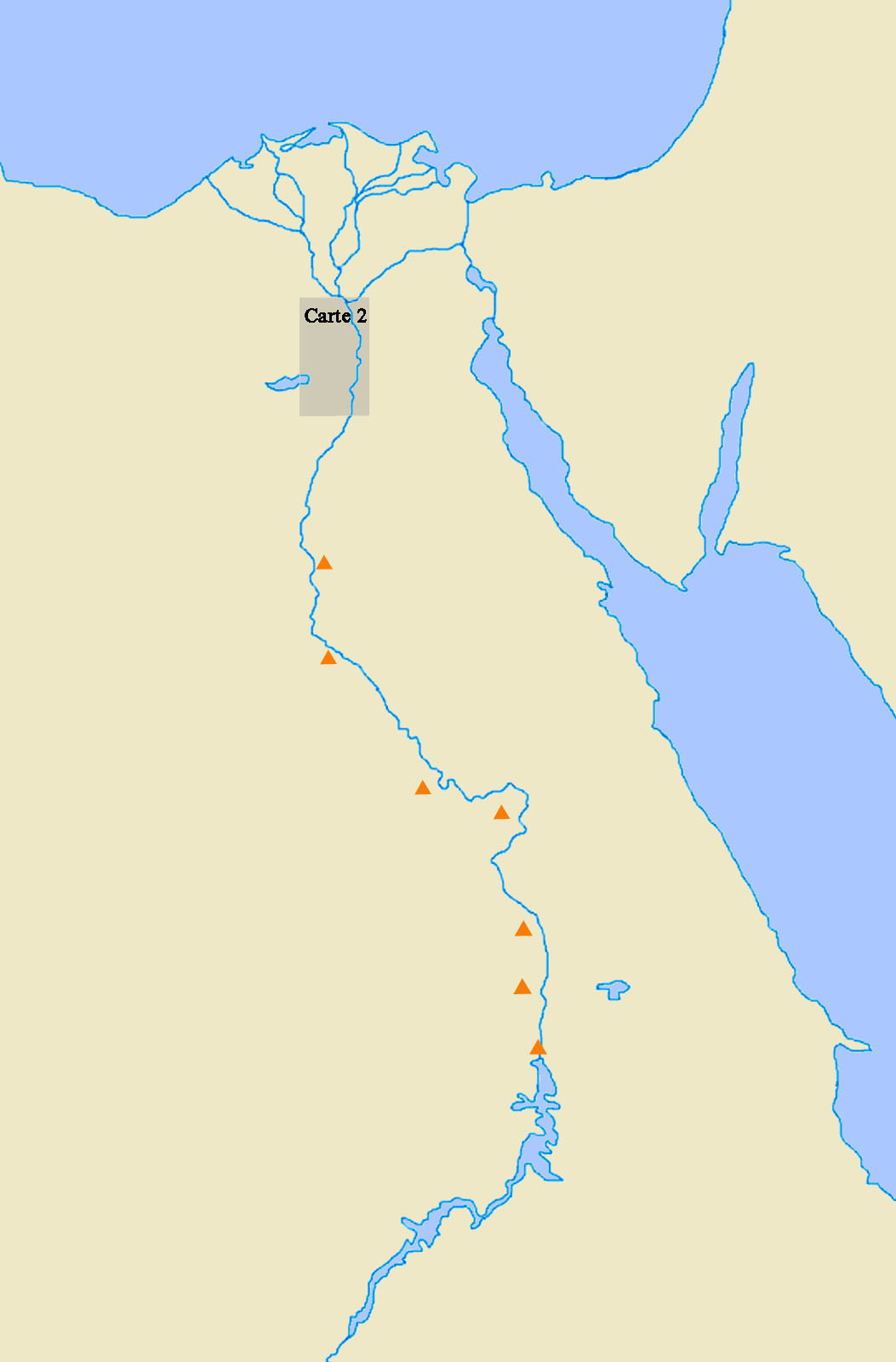
مکان اهرام در امتداد رود نیل

در این منطقه، که گورستان اصلی پادشاهی در دوره دودمانی پنجم بوده، ۱۴ هرم وجود دارند. کیفیت ساخت هرم‌ها و سازه‌های این منطقه کمتر از موارد مشابه دودمان چهارم است. این می‌تواند به دلیل کم شدن قدرت دستگاه پادشاهی یا افت اقتصادی در آن هنگام باشد. این هرم‌ها کوچکتر از هرم‌های پیش از خود هستند و از سنگ‌های آهکی با کیفیت پایین که در محل یافت می‌شوند، ساخته شده‌اند.
سه هرم اصلی این ناحیه برای شاهان نیوسررع اینی، نفریرکارع کاکای، و ساحورع هستند. هرم ناتمام نفرفرع نیز در ابو صیر واقع است. با آنکه همه هرم‌های ساخته شده در این مکان هرم پلکانی هستند، گمان می‌رود که هرم نفریرکارع کاکای در ابتدا طرحی پلکانی داشته است. اما پس از آنکه ارتفاع آن از ۷۰ متر گذشته، معماران با پر کردن پلکان‌ها با سنگ‌‌ریزه، سازه را همچون هرمی کامل ادامه داده‌اند.

### سقاره
۱۶ فرعون در سقاره خاک شده‌اند. جوسر شناخته‌شده‌ترین فرعون مصر باستان از دودمان سوم است. این هرم پلکانی نخستین هرم پلکانی مصری است. هرم جوسر در سقاره قرار دارد. سنگ‌های این ساختمان به اوایل دوران مصر باستان بازمی‌گردند. هرم یونس دارای یک جاده هرمی شکل است که یکی از بهترین‌ها در نوع خود است. مقامات در طول دوره فرعونی خاکسپاری‌های به خصوصی به این نهرها اضافه کرده‌اند، زمانی که زمین حاکسپاری سلطنتی در ابیدوس قرارداشت نخستین دفن نجیب‌زاده‌ها به قسمت شمالی فلات سقاره بازمی‌گردد. این یک اصل و مراسم غیر سلطنتی بوده که به دوران بطلمیوس و زمان روم باستان بازمی‌گردد.
ایمهوتپ وزیر جوسر که هرم پلکانی را برای او ساخت، یک معمار، پزشک و یکی از دانشمندان سرشناس دوران خود بود. او تنها فرد عادی مصری است که مانند فراعنه به خاک سپرده شده‌است. البته هیچ‌کس تاکنون مقبرهٔ او را پیدا نکرده‌است. اما به نظر می‌رسد که جسد وی در نزدیکی همین هرم پلکانی به خاک سپرده شده‌است.